# Magellan (Raumsonde)

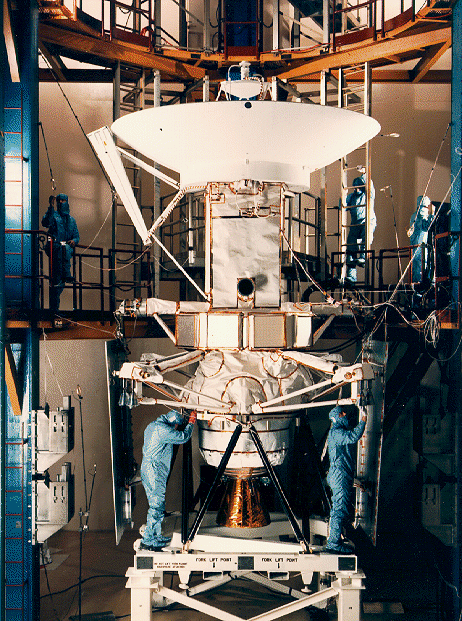
Magellan bei den Startvorbereitungen

Magellan war eine zwischen 1989 und 1994 aktive amerikanische Raumsonde, die als Orbiter die Venus per Synthetic Aperture Radar (SAR) kartierte.

## Mission

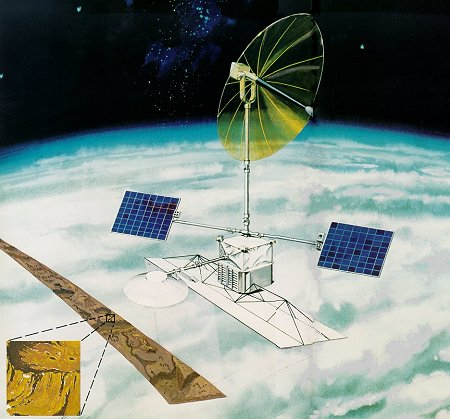
So sollte VOIR aussehen

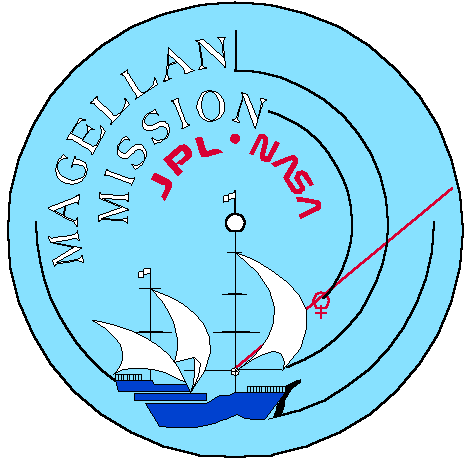
Das Missions-Emblem

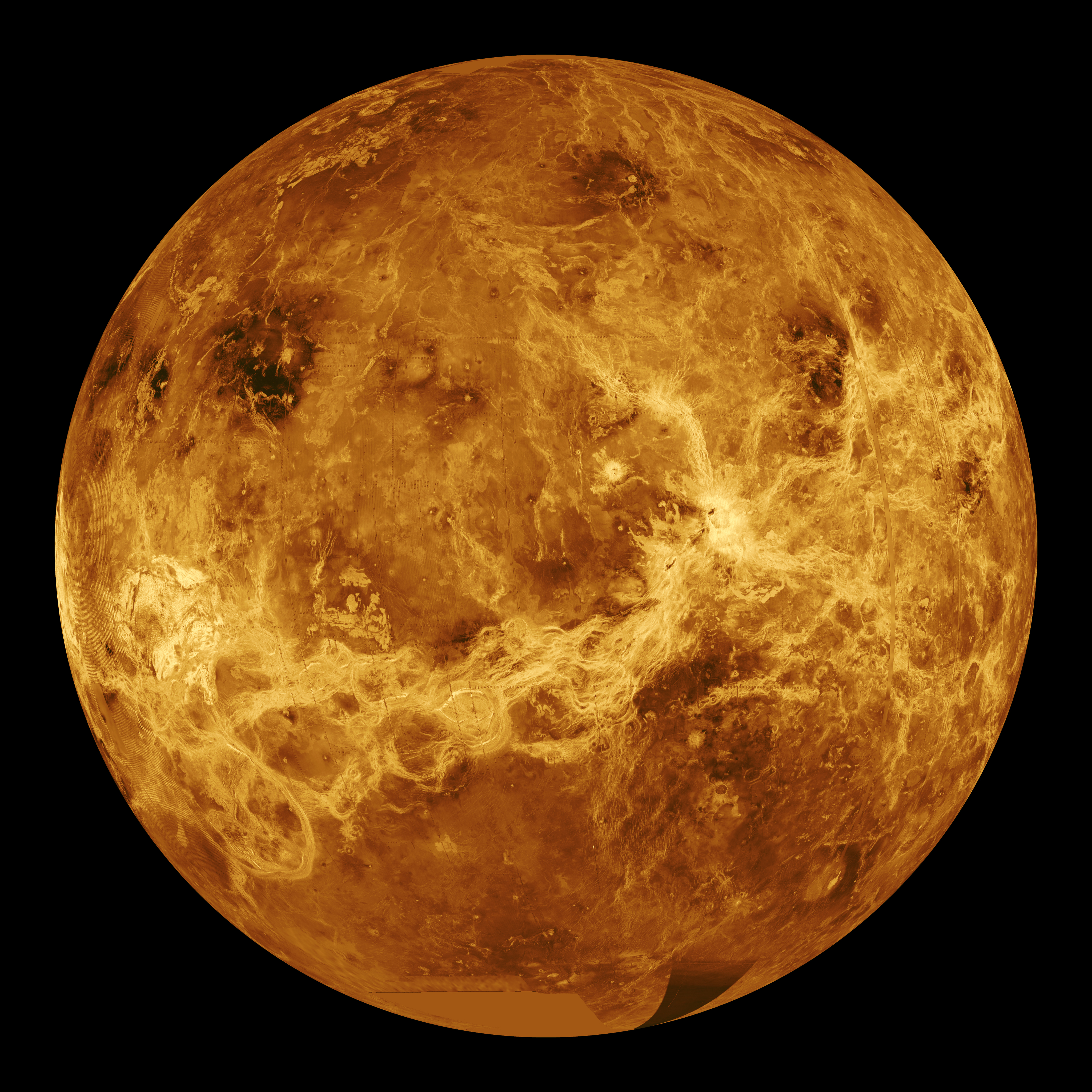
Radarkarte der Venus, erstellt von Magellan

Unter dem Namen Venus Orbiting Imaging Radar (VOIR) und Venus Radar Mapper (VRM) hatten in den 70er und 80er bereits Überlegungen zu einer detaillierten Kartierung der Venus mit Hilfe von Radar begonnen, die aber von der US-Regierung als zu teuer abgelehnt wurden. Unter dem Namen Magellan, benannt nach dem portugiesischen Entdecker des 16. Jahrhunderts (erste Weltumseglung) wurde schließlich eine kostengünstige Mission geplant, bei der die Sonde nur das Radargerät trug. Technisch gesehen war die Sonde ein Sammelsurium von Reserve- und Ersatzteilen früherer Missionen (Mariner 9, Voyager-Programm, Galileo, Ulysses).
Bisherige Radarkartierungen der Venus waren:
- Venera 9 und 10 (UdSSR) 1975 nur zum Test.
- Pioneer-Venus 1 (USA) 1978 mit einer Auflösung von 50 bis 140 Kilometern.
- Venera 15 und 16 (UdSSR) 1983 mit einer Auflösung von 2 bis 4 Kilometern, aber nur die Nordhalbkugel bis etwa 30 Grad nördlicher Breite und damit etwa 30 % der Oberfläche.

Die Bildauflösung von Magellan war mit 100 bis 300 Metern um den Faktor 20 bzw. 500 besser als die der Venera- und Pioneer-Missionen.

## Aufbau
Die Magellan-Sonde war ein dreiachsenstabilisierter Raumflugkörper. Sowohl die Hauptstruktur (Bus) als auch die Hauptantenne bestanden aus übrig gebliebenen Teilen des Voyager-Programms. Die Parabolantenne diente sowohl als Antenne für das SAR als auch als Kommunikationsantenne. Neben der Hauptantenne befand sich eine Hornantenne des Altimeters. Die Magellan-Sonde besaß acht kleine Triebwerke zur Korrektur der Umlaufbahn. Ein abwerfbarer Star-48-Raketenmotor schoss die Sonde in die Venus-Umlaufbahn ein. Zwei schwenkbare Solarzellenausleger, die bereits vor dem Verlassen der Erdumlaufbahn entfaltet wurden, versorgten die Sonde mit Energie.

## Verlauf
- Magellan wurde am 4. Mai 1989 während der Mission STS-30 von Bord des Space Shuttles Atlantis mit Hilfe einer IUS-Raketenstufe gestartet.
- Die Sonde trat am 10. August 1990 in einen Orbit um die Venus ein.
- Die Radarkartierung lief von 1990 bis 1992.
- Im Jahr 1993 testete die NASA mit Magellan das so genannte Aerobraking-Manöver, die Abbremsung einer Sonde mittels Durchflug durch obere Atmosphärenschichten eines Planeten. Zudem wurden dadurch Schlussfolgerungen über die Dichte und die Zusammensetzung der Gashülle möglich.
- Magellan verglühte am 12. Oktober 1994 in der Venusatmosphäre.

## Ergebnis
Magellan lieferte die Venuskarte, die seitdem als Standardwerk gilt. In drei Zyklen mit verschiedenen Blickwinkeln wurden insgesamt rund 98 % der Oberfläche von 89° Nord bis 89° Süd erfasst.
Drei Jahrzehnte später fanden Forscher in den acht Monaten auseinander liegenden Daten der Zyklen 1 und 2 eine Veränderung, die sie als durch Vulkanismus verursacht deuten.